# قائمة ألوية الجيش الإسرائيلي
هذه قائمة ألوية الجيش الإسرائيلي النشطة والمنحلة منذ تأسيسه في 1948. تتبع هذه الألوية قيادة القوات البرية الإسرائيلية وهي موزعة على سلاح المشاة وسلاح المدرعات وسلاح المدفعية. لا يضم كل من سلاح الهندسة وسلاح الاستخبارات القتالية وسلاح حرس الحدود أي تشكيل بحجم لواء، لكنها تضم كتائب ووحدات. كذلك لا تضم القوات الجوية الإسرائيلية أو سلاح البحرية الإسرائيلي أي تشكيلات عسكرية بحجم لواء.
ترجع جذور لواء غيفعاتي إلى 1947، ومع ذلك يعتبر لواء جولاني أول لواء قتالي في الجيش الإسرائيلي. تأسس هذا اللواء في 22 فبراير 1948 قبيل تأسيس دولة إسرائيل بثلاثة أشهر. وعشية حرب 1948 كان لدى الجيش الإسرائيلي 12 لواءاً (10 مشاة و2 مدرع) هي: جولاني، كرملي، ألكسندروني، كيرياتي، غيفعاتي، عتصيوني، اللواءان المدرعان السابع والثامن، عوديد، هارئيل، يفتاح، والنقب.
يعتبر لواء كفير المشكل حديثاً في 2005 أكبر ألوية المشاة الإسرائيلية، فهو يضم 6 كتائب وعدداً من وحدات القوات الخاصة. واعتبر لواء هشومير أحدث الألوية المُشكلة عقب عملية طوفان الأقصى. لغاية مارس 2024، عندما تشكل لواء إقليمي جديد، هو لواء هحاريم لمواجهة التهديد المتزايد على الحدود الشمالية.

## الألوية النشطة

### سلاح المشاة
| الترقيم           | الاسم/اللقب        | التأسيس      | الفرقة       | القيادة      | تشكيل اللواء | ملاحظات |
| ألوية نظامية      | ألوية نظامية       | ألوية نظامية | ألوية نظامية | ألوية نظامية | ألوية نظامية | ألوية نظامية |
| ----------------- | ------------------ | ------------ | ------------ | ------------ | --- | --- |
| اللواء الأول      | لواء جولاني        | 1948         | 36           | الشمالية     | - كتيبة المشاة 12 «باراك» - كتيبة المشاة 13 «جدعون» - كتيبة المشاة 51 «هابوكيم هريشون/الضاربون الأوائل» - كتيبة الاستطلاع 631 «جولاني»/غادسار - سرية المهندسين القتالية 7086 «آلون» (احتياطية) - الكتيبة اللوجستية «جولاني» - سرية الإشارة 351 «جولاني» - سرية مضادة الدبابات/بالنات - سرية الاستطلاع 95 «النمر الطائر» | - يعتبر رأس حربة الجيش الإسرائيلي في العلميات البرية. - يتبع القيادة الجنوبية منذ 2014. |
| اللواء 35         | لواء المظليين      | 1955         | 98           | المركزية     | - الكتيبة المجوقلة 101 «بيتين/الكوبرا» - الكتيبة المجوقلة 202 «زيفا/الأفعى» - الكتيبة المجوقلة 890 «إفعى/الحارية» - كتيبة الاستطلاع 5135 «الحية الطائرة» - سرية مضادة للدبابات «النجا» - سرية المهندسيين «الراسرة» - سرية الاستطلاع 5173 «التايبان [الإنجليزية]» - سرية الإشارة «الدساس»                                | - تُسمي كتائبه بأسماء الثعابين |
| اللواء 84         | لواء غيفعاتي       | 1947         | 162          | الجنوبية     | - كتيبة المشاة 424 «شاكيد/لوز» - كتيبة المشاة 432 «تسابار/صبار» - كتيبة المشاة 435 «روتيم/بَدَسْكان» - كتيبة الاستطلاع (846) «شوعالي شمشون/ثعالب شمشون» - سرية المشاة «تومر/بلح» - سرية «دِكلا/النخلة» المضادة للدبابات - سرية «دوليف» الهندسية - سرية الاستطلاع «شوعالي شمشون/ثعالب شمشون» - سرية الإشارة «مُر/مر»          | - انحل في 1956، وأُعيد تشكيله في 1983. - تعتبر سرية «تومر/بلح» في لواء غيفعاتي أول وحدة لليهود المتشددين حصراً في الجيش الإسرائيلي. |
| اللواء 89         | لواء عوز/الشجاعة   | 2015         | 98           | المركزية     | - الوحدة 212 «ماغلان» – وحدة استطلاع خاصة - الوحدة 217 «دوفدفان» – وحدة سرية لمكافحة الإرهاب - الوحدة 621 «إيغوز» – وحدة حرب عصابات - كتيبة لوجستية - وحدة طبية جوية - سرية إشارة - وحدة تطوير تكنولوجي | - لواء قوات خاصة مُشكل من وحدات لا كتائب. |
| اللواء 900        | لواء كفير/الشِبْل    | 2005         | 99           | المركزية     | - الكتيبة 90 «نحشون» - الكتيبة 92 «شمشون» - الكتيبة 93 «هاروف» - الكتيبة 94 «دوشيفات» - الكتيبة 97 «نتزاح يهودا» - كتيبة القوات الخاصة «عوكيتس» ك-9 - كتيبة لوجستية - سرية إشارة | - كان يضم الكتيبة 96 «لافي» التي انحلت في يوليو 2015. - مخصص لمكافحة الإرهاب وحرب المدن. |
| اللواء 933        | لواء ناحال         | 1982         | 162          | الجنوبية     | - كتيبة المشاة 50 «بازلت» - كتيبة المشاة 931 «جزع» - كتيبة المشاة 932 «جرانيت» - كتيبة الاستطلاع 934 «توباز» - سرية المقذوفات المضادة للدبابات «حجر» - سرية «ياقوت» الهندسية - سرية الاستطلاع 374 «صوان» - سرية المستطلعين والقناصة - سرية الإشارة «عقيق»                                                               | - تُسمي كتائبه بأسماء الصخور. |
| ألوية احتياطية    |                    |              |              |              | | |
| اللواء الثاني     | لواء كرملي         | 1948         | 319          | الشمالية     | - كتيبة المشاة 7002 - كتيبة المشاة 7003 - كتيبة المشاة 9316 - كتيبة المدفعية 9251 - السرية 310 المضادة للدبابات - سرية سايريت ماتكال للاستطلاع - سرية إشارة | - انبثق من لواء ليفانوني مع لواء جولاني. |
| اللواء الثالث     | لواء ألكسندروني    | 1948         | 91           | الشمالية     | - الكتيبة 31 - الكتيبة 32 - الكتيبة 33 - الكتيبة 34 - الكتيبة 37 - كتيبة المشاة 9203 - كتيبة المهندسين القتالية 5280 | - كان له دور بارز في معارك اللطرون. |
| اللواء الخامس     | لواء شارون         | 1947         | 162          | الجنوبية     | - الكتيبة 8111 «جوناثان/جوناثان بن شاؤول [الإنجليزية]» - الكتيبة 8110 «يوآف» - الكتيبة 7020 «نحشون» - كتيبة استطلاع - كتيبة مهندسيين | - لواء مشاة ميكانيكي ترجع جذوره إلى لواء غيفعاتي التاريخي. |
| اللواء السادس     | لواء عتصيوني       | 1947         | 36           | الشمالية     | - كتيبة المشاة 8103 «موريا» - كتيبة المشاة 9219 «بيت حورون» - كتيبة المشاة 9220 «مخماش [الإنجليزية]» - كتيبة الاستطلاع 6408 «جوناثان» - كتيبة المهندسين القتالية 8173 (احتياطية) - الكتيبة اللوجستية «عتصيوني» - سرية الإشارة «عتصيوني»                                                                                 | - تأسس كجزء من قرار قيادة الهاغاناه في 7 نوفمبر 1947 بإنشاء أربعة ألوية مشاة. |
| اللواء التاسع     | لواء عوديد         | 1948         | 210          | الشمالية     | - كتيبة المشاة 7006 - كتيبة المشاة 9204 (النخبة) - كتيبة المشاة 9211 - كتيبة الاستطلاع 6724 - سرية إشارة | - كان أحد الألوية الثلاثة التي تأسست في شمال إسرائيل خلال حرب 1948. |
| اللواء الحادي عشر | لواء يفتاح         | 1967         | 99           | المركزية     | - غير معروف | - كان في الأصل لواء مدرع انحل في 2013 ثم تقرر إعادة تشكيله في 2016 باعتباره لواء مشاة احتياطي. |
| اللواء الثاني عشر | لواء النقب         | 1948         | سيناء        | الجنوبية     | - كتيبة المشاة 6863 - كتيبة المشاة 9217 - كتيبة مشاة - كتيبة الاستطلاع «النقب» - كتيبة مهندسين قتالية - كتيبة لوجستية - سرية إشارة | - انخرط في عمليات واسعة خلال حرب 1948. |
| اللواء السادس عشر | لواء القدس         | 1949         | 340          | المركزية     | - الكتيبة 7007 «جبل صهيون» - الكتيبة 8119 - الكتيبة 9207 «موريا» - كتيبة الاستطلاع 6310 - سرية مراقبة - سرية إشارة | - عُرف بدوره في الاستيلاء على القدس في حرب 67. |
| اللواء 55 مظليين  | رأس الرمح          | 1966         | 98           | المركزية     | - كتيبة المظليين 28 - كتيبة المظليين 66 - كتيبة المظليين 71 - كتيبة الاستطلاع (6623) - كتيبة المهندسين القتالية 201 - كتيبة لوجستية - سرية إشارة | - أول لواء إسرائيلي يدخل البلدة القديمة بالقدس في 1967 وأول من عبر قناة السويس في 1973. |
| اللواء 226        | تشكيل النسر        | 1957         | 319          | الشمالية     | - الكتيبة 9263 - الكتيبة 7056 - الكتيبة 9255 - كتيبة استطلاع | - لواء مظلي كان له دور بارز في معركة المزرعة الصينية. |
| اللواء 228        | لواء آلون          | 1983         | 319          | الشمالية     | - غير معروف | - لواء مشاة احتياطي. |
| اللواء 551        | سهام النار         | 1977         | 98           | المركزية     | - الكتيبة 7008 - الكتيبة 697 - الكتيبة 699 - الكتيبة 8219 - كتيبة المهندسيين | - لواء مظلي سُرح من الخدمة الاحتياطية في 31 ديسمبر 2023 بعد مشاركته في الاجتياح البري لغزة. |
| اللواء 646        | ثعالب السماء       | 1974         | 99           | المركزية     | - الكتيبة 8105 - الكتيبة 420 - الكتيبة 466 - كتيبة الاستطلاع 6646 | - لواء مظلي احتياطي. |
| اللواء 6050       | لواء دانيال        | 2020         |              | الداخلية     | - الكتيبة 419 - الكتيبة 5032 - الكتيبة 7109 - الكتيبة 5704 | - لواء مشاة احتياطي. |
| اللواء 5692       | لواء آري           | 2018         |              | الداخلية     | - الكتيبة 9239 - الكتيبة 982 - الكتيبة 9214 - الكتيبة 9311 | - لواء مشاة احتياطي. |
| اللواء 855        | لواء هشومير/الحارس | 2023         |              |              | ثلاث كتائب لمهام حراسة المستوطنات والحدود | - لواء مشاة احتياطي. |
| ألوية تدريب       |                    |              |              |              | | |
| اللواء 261        | باهاد 1            | 1968         | غزة          | الجنوبية     | - كتيبة «غيفن/عنب» - كتيبة «ديكل/نخلة» (لاهاف) - كتيبة «هداس/آس» (لاهاف) - كتيبة «خاروف/جراد» (ماعوز) - كتيبة «إيرز/أرز» (نحشون) - كتيبة «بروش/سرو» (نحشون) - الكتيبة 8208 (احتياطية) - الكتيبة 8717 (آلون، احتياطية) - الكتيبة 6261 (غادسار، احتياطية)                                                                 | - يعد بمثابة قاعدة التدريب الرئيسية لتدريب ضباط الجيش الإسرائيلي. |
| اللواء 828        | لواء بيسلماخ       | 1974         | 36           | الشمالية     | - الكتيبة 906 (ثعالب النقب) - الكتيبة 450 (الأسد الطائر) - الكتيبة 17 (أسود الجولان) - كتيبة الاستطلاع 6828 | - مسؤول عن تدريب جميع قادة فرق المشاة ورقباء الفصائل. |
| «بلا ترقيم»       | لواء ماروم/الجبل   | 2005         | كاختسار      | سلاح المشاة  | - الوحدة 7142 «وحدة عوكيتس/وحدة اللدغة» - وحدة «هالوتار» اختصار لـ(وحدة الحرب على الإرهاب) - الوحدة 444 «بالنام» اختصار لـ(مدرسة القيادة العملياتية) - وحدة الهبوط بالمظلات والطيران - وحدة الإمداد المحمولة جواً - مدرسة الرماية - منشأة آدم                                                                            | - يعرف أيضاً باسم «مركز الطيران والتدريب الخاص» وهو مخصص لتدريب وحدات مشاة ومظليين ويتبع قيادة ضابط تدريب المشاة والمظليين (كاختسار). - تدخل الوحدات عوكيتس وهالوتار وبالنام ضمن تشكيل قوات النخبة في الجيش الإسرائيلي. - يتشارك في نفس الشعار مع منشأة آدم (القاعدة الأم للواء في موديعين-مكابيم-ريعوت). |

### سلاح المدرعات
| الترقيم              | الاسم/اللقب                    | سنة التأسيس  | الفرقة       | القيادة      | تشكيل اللواء | ملاحظات |
| ألوية نظامية         | ألوية نظامية                   | ألوية نظامية | ألوية نظامية | ألوية نظامية | ألوية نظامية | ألوية نظامية |
| -------------------- | ------------------------------ | ------------ | ------------ | ------------ | --- | --- |
| اللواء السابع المدرع | ساعر مي غولان/عاصفة من الجولان | 1948         | 36           | الشمالية     | - الكتيبة المدرعة 75 «روماخ/الحربة» - الكتيبة المدرعة 77 «عوز/الشجاعة» - الكتيبة المدرعة 82 «غاش/الغضب» - الكتيبة المدرعة 293 (احتياطية) - كتيبة المهندسين المدرعة 603 «لاهاف/النصل» - سرية الاستطلاع المدرعة «سايريت 7» - سرية مقذوفات موجهة مضادة للدبابات                                                                | - لواء مدرع يعتمد على دبابات ميركافا مارك 2، 3، 4. - انتقلت إليه الكتيبة 293 من اللواء 847 مدرع بعد حله في 19 أغسطس 2020. - ضم اللواء سابقاً الكتائب 71 و72 و73 التي شاركت في معارك اللطرون والكتيبة 79 التي شاركت في عملية حيرام خلال حرب 1948، كما ضم سرية الاستطلاع 356 وجميعها انحلت لاحقاً. |
| اللواء 188           | لواء باراك/البرق               | 1967         | 162          | الجنوبية     | - الكتيبة المدرعة 53 «صوفا/الإعصار» - الكتيبة المدرعة 71 «ريشيف/الوميض» - الكتيبة المدرعة 74 «ساعر/العاصفة» - الكتيبة 275 مدرعة (احتياطية) - كتيبة المهندسين المدرعة 605 «ها ماهاتز/السحق» - الكتيبة اللوجستية «باراك» - سرية مقذوفات موجهة مضادة للدبابات - سرية استطلاع مدرعة «سايريت 188» - سرية الإشارة 358 «سهم البرق» | - انبثق من لواء كرملي الثاني. - لواء مدرع يعتمد على دبابة ميركافا مارك 4 ومارك 3. - انتقلت إليه الكتيبة 275 من اللواء 847 مدرع بعد حله في 19 أغسطس 2020. |
| اللواء 401           | آثار الحديد                    | 1966         | 162          | الجنوبية     | - الكتيبة المدرعة التاسعة «إيشت» - الكتيبة المدرعة 46 «شيلاه» - الكتيبة المدرعة 52 «ها بوكيم/المخترقون» - كتيبة المهندسين المدرعة 601 «عساف» - الكتيبة اللوجستية «آثار الحديد» - سرية الاستطلاع المدرعة «سايريت 401» - سرية مقذوفات موجهة مضادة للدبابات - سرية الإشارة رقم 298 «إيال»                                      | - لواء مدرع يعتمد على دبابة ميركافا مارك 4. |
| ألوية تدريب          |                                |              |              |              | | |
| اللواء 460           | بني أور/أبناء النور            | 1966         | 80           | الجنوبية     | - كتيبة تدريب ضباط الدبابات 195 «آدم» - كتيبة تدريب ضباط الدبابات 196 «شاهاك» - الكتيبة المدرعة 198 «عزوز» - كتيبة تدريب مدربي الدبابات 330 «ماغن/درع» - الكتيبة المدرعة 532 «شيلاه» - كتيبة المهندسين القتالية 614 (احتياطية) - كتيبة لوجستية - سرية إشارة                                                                 | - لواء تدريبي مدرع. - يعتمد على دبابات ميركافا مارك 2، 3، 4 |
| ألوية احتياطية       |                                |              |              |              | | |
| اللواء الرابع        | لواء كيرياتي                   | 1948         | 319          | الشمالية     | - الكتيبة المدرعة 7421 - الكتيبة المدرعة 7016 - الكتيبة المدرعة 9218 - الكتيبة الهندسية 7071 - كتيبة لوجستية - سرية إشارة | - كان أحد الألوية التسعة الأصلية التي شكلت الهاغاناه. |
| اللواء الثامن مدرع   | لواء الرجل العجوز              | 1948         | 91           | الشمالية     | - الكتيبة 121 «درع الأرض» - الكتيبة 89 «المغاوير» - الكتيبة 82 «بركان» - الكتيبة 129 | - أول لواء مدرع في الجيش الإسرائيلي. |
| اللواء العاشر        | لواء هارئيل                    | 1948         | سيناء        | الجنوبية     | - الكتيبة المدرعة 383 - الكتيبة المدرعة 429 - الكتيبة المدرعة 7007 - كتيبة المهندسين القتالية 924 - كتيبة لوجستية - سرية إشارة | - لعب دوراً بارزاً خلال حرب 48. |
| اللواء 14            | لواء البيسون                   | 1958         | سيناء        | الجنوبية     | - الكتيبة 184 - الكتيبة 79 - الكتيبة 8114 - كتيبة الاستطلاع 14 | - انبثق من لواء عتصيوني السادس. - انحل وأُعيد تشكيله أكثر من مرة. |
| اللواء 37            | لواء رام                       | 1956         | 99           | المركزية     | - - الكتيبة 7029 - الكتيبة 8130 - الكتيبة 8104 - الكتيبة 710 | - برز دوره خلال حرب 1973 تحت اسم اللواء 179 وقتها. |
| اللواء 205           | لواء القبضة الحديدية           | 1961         | 319          | الشمالية     | - الكتيبة 9212 (94 سابقاً) - الكتيبة 9206 (61 سابقاً) - الكتيبة 9215 (125 سابقاً) - الكتيبة الهندسية 7086 (751 سابقاً) | - يُعرف أيضاً باللواء 512 و200. |
| اللواء 679           | لواء الآثار الحديدية           | 1970         | 210          | الشمالية     | - الكتيبة 8108 - الكتيبة 9232 - الكتيبة 8112 | - يُعرف أيضاً باسم لواء يفتاح. - أول لواء احتياطي مدرع يستخدم دبابات ميركافا مارك 3. |

### سلاح المدفعية
- يضم عدداً من ألوية المدفعية والمدفعية ذاتية الحركة التي يُشار إليها كـ«أفواج» أيضاً.

| الترقيم            | الاسم واللقب | سنة التأسيس  | الفرقة       | القيادة      | تشكيل اللواء | ملاحظات |
| ألوية نظامية       | ألوية نظامية | ألوية نظامية | ألوية نظامية | ألوية نظامية | ألوية نظامية | ألوية نظامية |
| ------------------ | ------------ | ------------ | ------------ | ------------ | --- | --- |
| لواء المدفعية 282  | الجولان      | 1973         | 36           | الشمالية     | - الكتيبة 411 «كيرن» - الكتيبة 334 «الرعد» - الكتيبة 405 «النمر» - الكتيبة 611 «إيتام/عقاب البحر» - الكتيبة 404 «شفيفون/القرناء»، (ميل/كتيبة احتياطية) - الكتيبة 9260 (ميل/كتيبة احتياطية)    | - تأسس قبل حرب أكتوبر بقترة قصيرة وهو مسلح بهاوتزر إم 109 ومدفعية صاروخية وراجمة صواريخ إم 270 وراجمة صواريخ ليهاف. |
| لواء المدفعية 215  | عمود النار   | 1956         | 162          | الجنوبية     | - الكتيبة 55 «التنين» - الكتيبة 402 «ريشيف» - الكتيبة 5353 «سكاي رايدر» - الكتيبة 403 «إيال/أيل»، (ميل/كتيبة احتياطية) - الكتيبة 8194 (ميل/كتيبة احتياطية) - الكتيبة 531 (ميل/كتيبة احتياطية) | - مسلح بهاوتزر إم 109 ومسيرات سكايلارك 1 التي تشغلها الكتيبة 5353.                                                  |
| ألوية تدريب        |              |              |              |              | | |
| لواء المدفعية 214  | مقلاع داوود  | 1966         | 98           | المركزية     | - الكتيبة 8899 «موران» - الكتيبة 427 «ميتار» | - تنحصر مهمته في تشغيل وتدريب التشكيلات الخاصة بسلاح المدفعية.                                                      |
| ألوية احتياطية     |              |              |              |              | | |
| لواء المدفعية 209  | كيدون        | 1968         | 210          | الشمالية     | - الكتيبة 647 (تاريخية) - الكتيبة 7057 - الكتيبة 8157 - الكتيبة 8140 - الكتيبة 8159 | - مسلح بهاوتزر إم 109.                                                                                              |
| لواء المدفعية 454  | طابور        | 1978         | سيناء        | الجنوبية     | - الكتيبة 439 - الكتيبة 670 - الكتيبة 7394 - الكتيبة 9305 | - مسلح بهاوتزر إم 109.                                                                                              |
| لواء المدفعية 215  | القيامة      | 1970         | 319          | الشمالية     | - الكتيبة 7042 - الكتيبة 9238 - الكتيبة 9242 - الكتيبة 412 | - مسلح بهاوتزر إم 109.                                                                                              |
| لواء المدفعية 7338 | أديريم       | 1978         | 91           | الشمالية     | - الكتيبة 411 - الكتيبة 402 - كتيبة إيخون (تحديد مواقع) | - مسلح بهاوتزر إم 109.                                                                                              |

### الألوية الأقليمية (ختامر)
- خَتامِر (חטמ"ר) هو تعريف في هيكل الجيش الإسرائيلي يُطلق على الألوية الإقليمية، التي يتمثل دورها في توفير البنية التحتية اللوجستية للمنطقة أو الفضاء الذي تُنفذ فيه العمليات أو القتال أو الحراسة. تخضع بعض الألوية الأقليمية لقيادة الفرق (مثل فرقة يهودا والسامرة) وبعضها يخضع مباشرة لقيادة المنطقة العسكرية. لا يضم سلاح حرس الحدود تشكيل بحجم لواء لكنه مُشكل من خمس كتائب من لوائي باران والأغوار.

| الترقيم             | الاسم/اللقب                  | التأسيس     | الفرقة         | القيادة     | تشكيل اللواء | ملاحظات |
| قطاع الجليل         | قطاع الجليل                  | قطاع الجليل | قطاع الجليل    | قطاع الجليل | قطاع الجليل | قطاع الجليل |
| ------------------- | ---------------------------- | ----------- | -------------- | ----------- | --- | --- |
| اللواء 300          | لواء برعام                   | 1974        | 91             | الشمالية    | | - لواء إقليمي مسؤول عن قطاع الجانب الغربي من الحدود بين إسرائيل ولبنان.                                                               |
| اللواء 769          | لواء حيرام                   | 1974        | 91             | الشمالية    | - الكتيبة 920 - الكتيبة 134 - الكتيبة 7106                                                                                       | - لواء إقليمي مسؤول عن قطاع الجانب الشرقي من الحدود بين إسرائيل ولبنان.                                                               |
| قطاع الجولان        |                              |             |                |             | | |
| اللواء 474          | لواء الجولان                 | 2005        | 210            | الشمالية    | | - لواء إقليمي مسؤول عن الحدود بين إسرائيل وسوريا في هضبة الجولان وجبل الشيخ.                                                          |
| اللواء 810          | لواء هحاريم                  | 2024        | 210            | الشمالية    | | - أحدث لواء إسرائيلي مُشكل ليحل محل لواء حرمون في جبل الشيخ وجبل روس.                                                                  |
| قطاع غور الأردن     |                              |             |                |             | | |
| اللواء 417          | لواء الأغوار والوديان        | 1968        | 85             | الوسطى      | - الكتيبة 47 (ليفئيه البقاع) - الكتيبة 41 (أسود الأردن) - كتيبة النمر                                                            | - لواء مشاة إقليمي نظامي على الحدود مع الأردن.                                                                                        |
| قطاع يهودا والسامرة |                              |             |                |             | | |
| اللواء 421          | لواء أفرايم                  | 1988        | يهودا والسامرة | الوسطى      | - يضم أقسام وإدارات ووحدات مختلفة تتولى مهام الخدمات اللوجيتسية والهندسة والاتصالات والقوات الخاصة والاستخبارت والعمليات وغيرها. | - لواء مشاة إقليمي نظامي مسؤول عن منطقة التماس التي تشمل المستوطنات الإسرائيلية وقطاع مدينتي قلقيلية وسلفيت.                          |
| اللواء 426          | لواء عتصيون                  | 1987        | يهودا والسامرة | الوسطى      | - كما بالأعلى. | - لواء مشاة إقليمي نظامي مسؤول عن بيت لحم. - يختلف عن اللواء السادس «لواء عتصيوني».                                                   |
| اللواء 431          | لواء منشيه الإقليمي          | 1987        | يهودا والسامرة | الوسطى      | - كما بالأعلى. | - لواء مشاة إقليمي نظامي مسؤول عن قطاع مدينتي جنين وطولكرم.                                                                           |
| اللواء 434          | لواء يهودا                   | 1988        | يهودا والسامرة | الوسطى      | - كما بالأعلى. | - لواء مشاة إقليمي نظامي مسؤول عن قطاع مدينة الخليل.                                                                                  |
| اللواء 442          | لواء السامرة                 | 1988        | يهودا والسامرة | الوسطى      | - كما بالأعلى. | - لواء مشاة إقليمي نظامي مسؤول عن قطاع مدينة نابلس.                                                                                   |
| اللواء 443          | لواء بنيامين                 | 1988        | يهودا والسامرة | الوسطى      | - كما بالأعلى. | - لواء مشاة إقليمي نظامي مسؤول عن قطاع مدينة رام الله.                                                                                |
| قطاع فرقة إيدوم     |                              |             |                |             | | |
| اللواء 512          | لواء باران                   | 2018        | 80             | الجنوبية    | - كتيبة كراكال المختلطة - كتيبة أسود الأردن - كتيبة الفهد - كتيبة بردلاس                                                         | - لواء مشاة إقليمي نظامي على الحدود مع مصر.                                                                                           |
| اللواء 406          | لواء يوآف                    | 2012        | 80             | الجنوبية    | | - لواء مشاة إقليمي مسؤول عن منطقة الحدودية القريبة من مدينة إيلات والمجلس الإقليمي هيفيل إيلوت [الإنجليزية] ووادي عربة.               |
| قطاع غزة            |                              |             |                |             | | |
| اللواء 6643         | لواء قطيف (اللواء الجنوبي)   | 1988        | غزة            | الجنوبية    | | - مسؤول عن جنوب قطاع غزة وأمن المستوطنات في منطقة أشكول، والجزء الشمالي من خط الحدود بين إسرائيل ومصر، والسياج بين إسرائيل وقطاع غزة. |
| اللواء 7643         | لواء هاغيفن (اللواء الشمالي) | 1988        | غزة            | الجنوبية    | | - مسؤول عن شمال قطاع غزة. |

## الألوية المنحلة
| الترقيم               | الاسم/اللقب                      | سنة التأسيس | الفرقة              | القيادة     | تشكيل اللواء | ملاحظات                                                                                             |
| ألوية مدرعة           | ألوية مدرعة                      | ألوية مدرعة | ألوية مدرعة         | ألوية مدرعة | ألوية مدرعة | ألوية مدرعة                                                                                         |
| --------------------- | -------------------------------- | ----------- | ------------------- | ----------- | --- | --------------------------------------------------------------------------------------------------- |
| اللواء 500            | كفير/الشبل                       | 1972        | 162                 | الجنوبية    | - الكتيبة المدرعة 430 «سِعارة» - الكتيبة المدرعة 433 «غور» - الكتيبة المدرعة 195 «آدم» - سرية بيلسار 500 - سرية طبية - سرية إشارة | - انحل في 2003.                                                                                     |
| اللواء 600            | آثار النار                       | 1971        | 340                 | الجنوبية    | - الكتيبة 407 - الكتيبة 409 - الكتيبة 410 - سرية بيلسار - سرية حرماش                                                             | - خاض معارك عنيفة في حرب أكتوبر. - انحل في 2014.                                                    |
| اللواء 263            | لواء عربات النار                 | 1983        | 36                  | الشمالية    | | - انحل في 2014.                                                                                     |
| اللواء 847            | لواء عربات الفولاذ               | 1978        | 340                 | المركزية    | - الكتيبة 275 - الكتيبة 293 - الكتيبة 8173 - الكتيبة 294                                                                         | - انحل في 2020.                                                                                     |
| اللواء 130            | لواء البرق                       | 1974        | 340                 | المركزية    | - الكتيبة 708 - الكتيبة 711 - الكتيبة 719 - الكتيبة 710                                                                          | - انحل في 2014.                                                                                     |
| اللواء 189            | نجم النار                        | 1975        | 220                 | الجنوبية    | | - انحل في 2004.                                                                                     |
| اللواء 278            | قرون المهاة                      | 1975        | سيناء               | الجنوبية    | - الكتيبة 79 - الكتيبة 87 - الكتيبة 184                                                                                          | - انحل في 2014.                                                                                     |
| اللواء 320            |                                  | 1977        | 440                 | الجنوبية    | | - لم يخض أي حروب وتألف من ثلاث كتائب اعتمدت على غنائم الدبابات مثل تيران 6 و5. - انحل في 1990.      |
| اللواء 330            | أورانيم/السنديان                 | 1982        | سيناء               | الجنوبية    | | - انحل في 1990.                                                                                     |
| اللواء 399            | هاتسفئيم/الغزال                  | 1978        | 90                  | الشمالية    | - الكتيبة 360 - الكتيبة 362 - الكتيبة 363                                                                                        | - شارك في معركة السلطان يعقوب. - انحل في 2003.                                                      |
| اللواء 421            | خاتيفات هتسليخا/اللواء الناجح    | 1972        | 143                 | الجنوبية    | - الكتيبة 264 - الكتيبة 257 - الكتيبة 599                                                                                        | - قاتل ضمن الفرقة 143 (فرقة شارون) في حرب 1973 وكان أول لواء مدرع يعبر قناة السويس. - انحل في 1986. |
| اللواء 640            | خيتس/السهم                       | 1981        | 90                  | الشمالية    | | - انحل في 2005.                                                                                     |
| اللواء 656            | بيني رشيف                        | 1974        | 340                 | المركزية    | - الكتيبة 398 - الكتيبة 452 - الكتيبة 8227                                                                                       | - انحل في 2004.                                                                                     |
| اللواء 889            | أديريم/العظيم                    | السبعينات   | 440                 | المركزية    | - الكتيبة 453 - الكتيبة 574 - الكتيبة 575 - سرية استطلاع                                                                         | - اعتمد على دبابات تيران. - انحل في 1986.                                                           |
| اللواء 896            | كوخفي هآيش/نجوم النار            | 1975        | 220                 | الجنوبية    | | - انحل في 2004.                                                                                     |
| اللواء 943            | هاشاخار/الفجر                    | 1978        | 90                  | الشمالية    | - الكتيبة 346 - الكتيبة 572 - الكتيبة 573                                                                                        | - انحل في 2004.                                                                                     |
| اللواء 454            | بيني خايل/الجنود                 | 1956        |                     | الجنوبية    | | - تأسس كمدرسة تدريب في البداية في 1948. - دُمج في اللواء 460 في 2009.                                |
| اللواء 820            | لافي/السبع                       | 1975        | 194                 | المركزية    | | - انحل في 2004.                                                                                     |
| اللواء 670            | ميركفوت هابرزيل/العجلات الحديدية | 1968        | 319                 | الشمالية    | - الكتيبة 58 - الكتيبة 83 - الكتيبة 268 - الكتيبة 181 - سرية استطلاع                                                             | - انحل في 2000.                                                                                     |
| اللواء 550            | عصيون جابر                       | 1982        | 80                  | الجنوبية    | - الكتيبة 8511 - الكتيبة 7017 - الكتيبة 7013 - سرية استطلاع - سرية مضادة للدبابات - سرية هندسية - سرية تسليح أمامية              | - انحل في 1991.                                                                                     |
| اللواء 292            | ؟                                | ؟           | ؟                   | ؟           | ؟ | ؟                                                                                                   |
| ألوية إقليمية (ختامر) |                                  |             |                     |             | | |
| اللواء 275            | لواء بيلوز                       |             |                     |             | | - تأسس في سيناء بعد حرب 67 وانحل بعد الانسحاب الإسرائيلي في 1982.                                   |
| اللواء 655            |                                  |             |                     |             | | - تأسس في سيناء بعد حرب 67 وانحل بعد الانسحاب الإسرائيلي في 1982.                                   |
| اللواء 270            | لواء عربة                        | 2011        | 80                  | الجنوبية    | - كتيبة الفهود ووحدات أخرى | - دُمج في اللواء 406 (لواء يوآف) في 2016.                                                            |
| اللواء 512            | لواء ساغي                        | 2007        | 80                  | الجنوبية    | - كتيبة كراكال ووحدات أخرى | - انحل في 2018 وحل محله لواء باران.                                                                 |
|                       | لواء مكابيم                      | 2004        | فرقة يهودا والسامرة | المركزية    | | - انحل في 2008.                                                                                     |
| اللواء 810            | لواء حرمون                       | 1978        | 210                 | الشمالية    | | - أصبح لواء إقليمي احتياطي في 2021 وكان مسؤولاً عن منطقة جبل الشيخ حتى دُمج في لواء هحاريم في 2024.   |